# Castrofilippo
Castrofilippo es una comuna siciliana, en la provincia de Agrigento.

## Geografía física

### Territorio
La ciudad surge sobre un terreno montañoso, con una superficie de 17.96 km²  y una altitud media de 480 metros sobre el nivel del mar.

## Evolución demográfica
| Gráfica de evolución demográfica de Castrofilippo entre 1861 y 2011 |
|                                                                     |
| Fuente ISTAT - elaboración gráfica de Wikipedia                     |

- Datos: Q335696
- Multimedia: Castrofilippo / Q335696

1. ↑  Worldpostalcodes.org, código postal n.º 92020.
2. ↑  «Codici Catastali». Comuni-italiani.it (en italiano). Consultado el 29 de abril de 2017.